# Jill Jacobson
Pour les articles homonymes, voir Jacobson.
Jill Jacobson, née le 21 mai 1954 à Beaumont et morte le 8 décembre 2024 à Culver City, est une actrice américaine de cinéma et de télévision, principalement connue pour ses rôles télévisés.

## Biographie

### Jeunesse et études
Jill Jacobson est née en 1954 dans une famille juive à Beaumont, au Texas,. Son père, Harry Jacobson, était médecin, et sa mère, Carol Toplitz Jacobson Hornstein. Elle a grandi à Beaumont et à Dallas.
Jacobson a ensuite étudié à l'université du Texas à Austin, où elle a obtenu un baccalauréat universitaire en radio, télévision et cinéma.

### Carrière
Après ses études, Jacobson s'installe à Los Angeles pour poursuivre une carrière d'actrice. Elle commence sa carrière dans les années 1970 en incarnant le personnage principal de Nurse Sherri (en) en 1977.
Parmi ses rôles notables figurent les séries télévisées Falcon Crest, Star Trek: The Next Generation, La loi est la loi, Madame est servie, Murphy Brown, et Ghost Whisperer. Son dernier rôle date de 2020, dans la série Etheria. Elle apparaîtra à titre posthume dans la série Merrily, prévue pour 2025.
En parallèle de sa carrière d'actrice, Jacobson a pratiqué le stand-up à Los Angeles dans des salles comme The Improv et The Comedy Store.

### Vie personnelle, maladie et mort
Jill Jacobson a épousé en 2001 Paul Dorman, son partenaire dans Murphy Brown, avec lequel elle a deux enfants.
En septembre 2024, Jacobson révèle qu'elle souffre d'un cancer de l'œsophage depuis 2 ans et demi, ce qui l'avait éloignée des plateaux. Elle devient alors porte-parole bénévole de l'American Cancer Society, qui la récompense pour son engagement.
Jill Jacobson meurt le 8 décembre 2024, à 70 ans, dans un hôpital de Culver City en Californie.